# Estación Alderetes
Alderetes es una estación ferroviaria ubicada en la localidad homónima, Departamento Cruz Alta, Provincia de Tucumán, Argentina.

## Servicios
La estación corresponde al Ferrocarril General Bartolomé Mitre de la red ferroviaria argentina.
Se encuentra actualmente sin operaciones de pasajeros. Hasta noviembre de 2019 transitaban los servicios Retiro - Tucumán de la empresa estatal Trenes Argentinos Operaciones.
En noviembre de 2021, se iniciaron obras para que el servicio "El tucumano" operado por Sofse vuelva a detenerse en la estación.
Se espera que entre 60 y 90 días esté habilitada para el servicio de pasajeros, más precisamente la fecha estimada es febrero de 2022. Este anuncio también lo realizó el intendente de la localidad.
Para fines de octubre de 2023, se hizo efectiva la reapertura de la estación Alderetes.